# Roma Open 2008
Il Roma Open 2008 è stato un torneo di tennis facente parte della categoria ATP Challenger Series nell'ambito dell'ATP Challenger Series 2008. Il torneo si è giocato a Roma in Italia dal 28 aprile al 4 maggio 2008 su campi in terra rossa e aveva un montepremi di €30 000+H.

## Vincitori

### Singolare
Eduardo Schwank ha battuto in finale  Éric Prodon con il punteggio di 6–3, 6(2)–7, 7–6(3)

### Doppio
Flavio Cipolla /  Simone Vagnozzi hanno battuto in finale  Paolo Lorenzi /  Giancarlo Petrazzuolo con il punteggio di 6–3, 6–3